# 員笨
員笨，是臺灣桃園市楊梅區的一個傳統地域名稱，位於該區西北部。相較於今日行政區，其範圍大致為員本里北半部。

## 歷史
台灣清治末期至日治初期，員笨地區為一街庄，稱為「員笨庄」，隸屬於竹北二堡。該庄西北邊與番婆坟庄、社仔庄為鄰，東北與埔頂庄為鄰，東南邊為上陰影窩庄，西南邊為下陰影窩庄。
1901年（日治明治三十四年）11月，全台廢縣廳改設二十廳，該庄隸屬於桃仔園廳。1903年（明治三十六年），改名桃園廳。1909年（明治四十二年）10月，合併二十廳為十二廳，該庄隸屬不變。1920年（大正九年），廢十二廳改設五州二廳，該庄改制為「員笨」大字，隸屬於新竹州中壢郡楊梅庄。1941年，楊梅庄升格為楊梅街。
戰後楊梅街改制為楊梅鎮，隸屬於新竹縣，大字亦改制為里。1950年桃、竹、苗分治，楊梅鎮改隸屬於桃園縣。2010年8月，楊梅鎮因人口達15萬而改制為楊梅市。2014年12月，桃園縣升格為直轄桃園市，楊梅市改制為楊梅區。

## 聚落
本地區發展較早的聚落為員笨，在日治期初期的官方地圖上已有記載。此外，本地區尚有邱厝、上陰影窩等聚落。

## 交通
區道桃106線（民有路二段）是笨港至老飯店的道路，大致以橫向轉西北—東南走向蜿蜒經過本地區。由此道路向西轉西北可前往十五間、大坡、笨港並止於省道台15線路口，向東南可前往上陰影窩的老飯店聚落並止於市道115號路口。
區道桃109線（民生街）是新屋至六股的道路，也是舊跨縣鄉道桃竹109線（新屋至新湖口）改編後的桃園市境內路段，大致以東北—西南走向轉北北西—南南東走向經過本地區西北部邊界地帶。由此道路向東北可前往新屋並止於市道114號路口，向南南東轉西南可前往伯公岡西部六股聚落西北側並止於縣市界，續行可接新竹縣鄉道竹109線前往新湖口。　